# Eberhard Faden
Eberhard Faden (* 1. September 1889 in Berlin-Moabit; † 26. November 1973 in Berlin-Hermsdorf) war ein deutscher Historiker, Schullehrer und Leiter des Berliner Stadtarchivs von 1939 bis 1945.

## Leben
Faden war Sohn eines preußischen Beamten, der als Bibliothekar im Reichsamt des Innern tätig war. 1917 heiratete er Christina Weick.
Am Luisenstädtischen Gymnasium ging er zur Schule und begann 1908 in Berlin sein Studium der Germanistik, Geschichte und Geografie. Während seines Studiums war er Mitglied des deutsch-völkischen Studentenverbandes und im Ostmarkverein. Zusätzlich engagierte er sich im Studentenausschuss. 1914 schloss er seine Promotion ab.
Direkt im Anschluss trat er in den Militärdienst und wurde vor Verdun schwer verwundet, was einen langen Lazarettaufenthalt zur Folge hatte. Das Geheime Staatsarchiv PK verwahrt zahlreiche seiner während des Ersten Weltkriegs verfassten Briefe an Otto Hintze.
1918 und 1919 komplettierte er seine universitäre Ausbildung mit einem Staatsexamen und einer pädagogischen Prüfung. Bis 1939 unterrichtete er am Schillergymnasium in Berlin, wobei er weiterhin lokalhistorisch forschte. 1928 wurde er an die Prüfstelle für Geschichtsbücher der höheren Lehranstalten Preußens berufen, wo er bis in die 1940er Jahre mitarbeitete. 1937 war er einer der Autoren der wissenschaftlichen Festschrift zur 700-Jahr-Feier der Stadt Berlin. 1939 wurde er nach der Zwangspensionierung des Stadtarchivdirektors Ernst Kaeber zu dessen Nachfolger ernannt. Faden beschäftigte sich mit der Abstammungsforschung, der Kriegschronik Berlins sowie dem Schutz und der Evakuierung der Archivalien während des Zweiten Weltkriegs. Mit dem Ende des Nationalsozialismus 1945 endete seine Tätigkeit als Stadtarchivdirektor, obwohl er im Entnazifizierungsprozess nicht belastet wurde. Von 1950 bis 1955 arbeitete er wieder im Schuldienst.
Faden war seit 1926 Mitglied im Verein für die Geschichte Berlins. Von 1934 bis 1945 war er dessen Erster Stellvertretender Vorsitzender.
Er war Mitglied der Deutschen Volkspartei, trat dann zum 1. Mai 1933 der NSDAP bei (Mitgliedsnummer 2.580.241). Zusätzlich war er laut Selbstauskunft im Reichsluftschutzbund, in der Nationalsozialistischen Volkswohlfahrt, im Nationalsozialistischen Lehrerbund, in der Nationalsozialistischen Kriegsopferversorgung, RKolBd und im Bund Deutscher Osten.

## Ehrungen
- 1945: Fidicin-Medaille des Vereins für die Geschichte Berlins

## Werke (Auswahl)
- Berlin im Dreißigjährigen Krieg, Berlin 1914 (Dissertation).
- Geschichte der Stadt Berlin. Festschrift zur 700-Jahr-Feier der Reichshauptstadt, herausgegeben mit Max Arendt und Otto-Friedrich Gandert, Berlin 1937.
- Friedrich Solger. 1877–1965. In: Jahrbuch für brandenburgische Landesgeschichte  18, 1967, S. 142–147.

Gesamtübersicht siehe: Hans-Werner Klünner: Bibliographie Eberhard Faden. In: Jahrbuch für brandenburgische Landesgeschichte 25,  1974, S. 212–217.